# Tramvia Blau
Tramvia Blau (Catalaans voor "blauwe tram") is een van Barcelona's drie tramsystemen. Het is een historische tramlijn die in een heuvelachtige buurt van het district Sarrià-Sant Gervasi rijdt tussen eindstation Avinguda Tibidabo van FGC-lijn L7, van de metro van Barcelona, en de kabelspoorweg van Tibidabo. Tramvia Blau wordt uitgevoerd door Transports Metropolitans de Barcelona (TMB) maar maakt geen deel uit van het Autoritat del Transport Metropolità (ATM) tariefsysteem, zoals de andere vervoersdiensten, in de metropool Barcelona.
Deze tramlijn is geopend in 1901 en heeft een aantal veranderingen ondergaan in 1922 en 1958.

## Haltes
Route bergopwaarts:
- Plaça Kennedy (L7) - Román Macaya - Josep Garí - Lluís Muntadas - Font del Racó - Plaça del Doctor Andreu

Route bergafwaarts:
- Plaça del Doctor Andreu - Carrer número 15 - Adrià Margarit - Bosch i Alsina - Josep Mª Florensa - Plaça Kennedy (L7)